# Teutleben
Teutleben är en mindre ort i Thüringen i Tyskland. Sedan 1 december 2011 är den en del av Hörsel och den tidigare kommunen hade 356 invånare 2011.